# Guy Aubert de Trégomain
Guy Marie Eloy Aubert de Trégomain (Montauban-de-Bretagne, 15 dicembre 1774 – Rennes, 6 dicembre 1860) è stato un ufficiale e politico francese.

## Biografia
Iniziò la sua carriera  combattendo contro le truppe repubblicane durante le guerre di Vandea, e divenendo in seguito deputato per l'Ille-et-Vilaine durante la Restaurazione borbonica. Fu un fervente legittimista, ma venne apprezzato anche dai liberali. Come deputato sedette a destra tra il 1822 e il 1823, poi al centro dal 1824 al 1827.
Successivamente prese parte all'insurrezione legittimista del 1832 dove fu nominato comandante del 1º corpo d'armata (Ille-et-Vilaine) della 2ª armata (operante sulla riva destra della Loira) nell'Esercito cattolico e reale guidato dalla duchessa di Berry. Partecipò distinguendosi per il suo valore allo scontro di Toucheneau, non lontano da Vitré.
Dopo la conclusione negativa  di tale esperienza, rimase in Francia ma si ritirò dalla vita politica. Morì a Rennes nel 1860.